# Groupement pour la recherche sur les échangeurs thermiques

## Présentation du GRETh
Créé en 1983 sous l’impulsion du CEA et de l’ADEME, le GRETh, Groupement pour la Recherche sur les Échangeurs Thermiques, est un club d'industriels devenu une association loi de 1901 en 1994 par la volonté de ses quatre fondateurs le CEA, l'ADEME, le CETIM et le CETIAT (ces deux organismes étant des centres techniques industriels).
Il a notamment permis de résoudre les problèmes que la SNECMA (membre du GRETh) connaissait avec Ariane 5 (défaillance technique de la tuyère du moteur Vulcain) en ajoutant un échangeur de chaleur, ce qui a permis de maintenir la température du moteur du deuxième étage de la fusée.

## Rôle du GRETh
Le GRETh, Groupement pour la Recherche sur les Échangeurs Thermiques, fédère depuis 30 années un collectif d'industriels dont l'activité est la fabrication d’échangeurs et d’équipements thermiques, les études d’ingénieries d’installations thermiques pour l’industrie et le bâtiment ainsi que l’exploitation de sites de production et de conversion d’énergie. La plupart des adhérents industriels de ce groupement sont animés par la volonté de développer ou d’intégrer des composants innovants, en particulier les échangeurs thermiques, et de développer des méthodologies avancées pour obtenir des gains significatifs sur l‘efficacité énergétique des systèmes industriels.
Pour accompagner la démarche de ses adhérents, le GRETh a mis en place une stratégie d’accompagnement et des actions auprès de ces industriels dans le cadre d’une structure originale permettant de réaliser des missions d’intérêt collectif ainsi que des missions de prestations spécifiques. 
Le GRETh assure ainsi des missions d’intérêt collectif rendues possibles grâce à une mutualisation des adhésions industrielles :
1. une veille technologique auprès de ses adhérents par la diffusion de résultats scientifiques et techniques, obtenus dans le cadre de programmes de recherche et de développement dans le domaine des échangeurs de chaleur et plus globalement dans le domaine des systèmes thermiques industriels ;
2. une diffusion large d’informations publiques (thèses, rapports techniques, états de l’art, brevets…etc.), par différents moyens allant de conférences à un site internet régulièrement enrichi ;
3. une mise en relation entre acteurs de l’innovation (instituts de recherche, industriels) par le biais de journées techniques et de conférences ;
4. la formation spécialisée des ingénieurs et techniciens sur les méthodes avancées de conception et de dimensionnement d’équipements thermiques
5. des ouvrages et des outils de calculs numériques permettant l’approfondissement des connaissances et la réalisation de calculs et dimensionnement.

Cette démarche est complétée par un soutien technique et scientifique à ces acteurs industriels dans le cadre de contrats bilatéraux obéissant aux obligations de confidentialité et de responsabilité propres aux missions de consultance technique. 
Le retour d’expérience de cette structure GRETh dédiée aux besoins techniques et scientifiques des industriels permet d’évaluer plus généralement les risques mais également les opportunités que constituent les projets d’innovation portés tout particulièrement par les petites et moyennes entreprises du secteur des équipements techniques pour l’énergie. Cette expérience montre également la nécessité de développer et de pérenniser des structures adaptées à fortes compétences techniques pour un soutien efficace aux secteurs industriels.

## Historique

### 1984 - Création du GRETh
Dans le cadre de sa politique dite de diversification et de valorisation technologique, le CEA (Commissariat à l’Énergie Atomique et aux Énergies Alternatives) crée un programme à destination des industriels français des échangeurs thermiques et de la thermique industrielle pour valoriser les savoirs scientifiques et techniques ainsi que les outils expérimentaux et de modélisation développés dans le cadre des grands projets thermonucléaires. Le Service des Transferts Thermiques (STT) est le promoteur et l'acteur de cette recherche finalisée sur les Échangeurs Thermiques: des moyens techniques importants tels que la plateforme ESTHER sont mis en œuvre pour ce programme GRETh qui est officiellement créé par l'ADEME (Agence De l'Environnement et de la Maîtrise de l'Energie) et le CEA sous le nom Groupement pour la Recherche sur les Échangeurs Thermiques. Dès le début de ce programme, les industriels sont associés grâce à des réunions techniques régulières où les résultats des travaux de recherche sont présentés par les ingénieurs du CEA/STT. 

### 1993 - Le GRETh association loi de 1901 et club d’industriels
En décembre 1993 une association loi de 1901 dénommée GRETh est créée. À la structure de laboratoires du CEA se juxtapose une structure juridiquement établie à laquelle cotisent les industriels français et européens. Un contrat de financement est également conclu entre le CEA, l'ADEME et l'association GRETh ainsi qu'avec EDF pour soutenir le programme de recherche collective (dont le nom de baptême sera PRETI : Programme de Recherche sur les Échangeurs Thermiques Industriels). L'Association GRETh a pour objet de diffuser les résultats scientifiques et techniques issus des recherches menées dans le cadre du programme de recherche collective PRETI, cofinancé par le CEA, I'ADEME, EDF et les industriels dans le domaine des échangeurs de chaleur et de permettre la valorisation de ses résultats.

### 2006 - L'indépendance fonctionnelle du GRETh par rapport au CEA et la fin du programme PRETI
L'année 2006 constitue une année importante dans la vie du GRETh. En effet, le soutien financier de l'ADEME et du CEA pour la réalisation d'une recherche collective s'interrompt sous sa forme de contrat cadre (de type PRETI) à la suite des évolutions des stratégies d'intervention des deux acteurs. Le déménagement de l'association du site du CEA Grenoble au site de l’INES - Institut National de L'Énergie Solaire – (dépendant également du CEA Grenoble) à Savoie Technolac est acté. Les difficultés rencontrées par l'association GRETh dans cette période sont à la mesure des ruptures d'organisation et de financement engagés en 2006. Pour accroitre le budget du GRETh, la soumission et l'obtention de plusieurs projets européens ont été réalisés : SHERPA, ASTECH, PROHEATPUMP, GROUNDMED. La pratique de ces projets a permis au GRETh d'identifier l'intérêt et les limites de cette démarche pour les futurs exercices, à savoir la pertinence de ces projets pour les adhérents et l’impact sur les finances de la structure. 

### 2013 - De nouveaux enjeux pour le GRETh
La période de transition touche à sa fin. Le GRETh reste sur le site de Savoie Technolac mais est maintenant totalement indépendant des locaux du CEA. Les missions et les actions du GRETh ont été précisées et repositionnées grâce à une pratique quotidienne des adhérents depuis 2 années avec une structure dirigeante stable (présidence et direction du GRETh) et une équipe de permanents motivés et disponibles. Cette année constitue un nouveau point de départ pour la structure et les actions du GRETh dans un cadre organisationnel et renouvelé. 

## Fonctionnement

### Principe de fonctionnement du GRETh
Le paiement de la cotisation annuelle d’adhésion dont chaque membre s’acquitte permet de constituer un fond servant à financer les actions menées par le GRETh au bénéfice de ses membres et dans les domaines scientifiques et techniques qui sont son cœur de métier. 
Le Conseil d’Administration, composé des membres actifs de l’association et élus par l’Assemblée Générale, permet de fixer les développements et orientations stratégiques de l’association GRETh au vu notamment des besoins exprimés par ses membres lors de l’Assemblée Générale.
Aujourd’hui un nombre limité d’entreprises peuvent se permettre d’avoir une structure R&D pour mener à bien les programmes d’innovation nécessaires à leur pérennité. L’équipe du GRETh par son expérience et son parcours depuis plus de 30 années, constitue une interface de soutien aux ingénieurs R&D des entreprises adhérentes, c’est une part importante de son activité journalière.
Par ailleurs, le GRETh investit la majeure partie du budget d'adhésion dans le ressourcement des connaissances, l’enrichissement des bases de données, l’information et l’actualité en matière de recherche et de technologie, la mise à disposition d’outils numériques de dimensionnement des échangeurs, l’obtention de tarifs préférentiels pour la formation ainsi que l’organisation des Journées Techniques du GRETh qui reste un événement national incontournable sur la thématique des échangeurs de chaleur.

### Les valeurs du GRETh
Le GRETh est à l'écoute des besoins techniques dans le domaine de l'efficacité énergétique, des systèmes thermiques industriels et des transferts thermiques (Accueil, Conseil et Expertise). 